# روز تالبوت بولادر

روز تالبوت بولارد، دكتوراه في الطب، من منشور عام 1910.

روز تالبوت بولارد (بالإنجليزية: Rose Talbot Bullard)‏‏(16 أبريل 1864-22 ديسمبر 1915) كانت طبيبة أمريكية وأستاذة في كلية الطب انتُخبت رئيسة لجمعية لوس أنجلوس الطبية في عام 1902.

## النشأة
وُلدت روز تالبوت في برمنغهام بولاية أيوا عام 1864. كان والدها طبيبًا. حصلت على شهادتها الطبية من كلية الطب بمستشفى النساء في شيكاغو وتخرجت في طليعة فرقتها عام 1886. كانت شقيقتها لولا تالبوت إليس طبيبة أيضًا وأول امرأة تخرجت من كلية الطب بجامعة كاليفورنيا الجنوبية عام 1888.

## المسيرة المهنية
انتقلت بولارد إلى كاليفورنيا في عام 1886 وسرعان ما انتشر وباء الجدري في لوس أنجلوس. قامت بتدريس أمراض النساء في جامعة كاليفورنيا الجنوبية، وانتُخِبت رئيسة لجمعية لوس أنجلوس الطبية في عام 1902 وهي أول امرأة تشغل هذا المنصب (والمرأة الوحيدة التي عملت في هذا المنصب حتى عام 1992). كانت أيضًا زميلة في كلية الجراحين الأمريكية، وهي واحدة من ثماني نساء فقط تم انتخابهن لهذا المركز عندما تأسست المنظمة في عام 1912. كانت من بين الأوائل في كاليفورنيا الجنوبية الذين استخدموا التخدير النخاعي في عمليات الولادة. كانت بولارد واحدة من الأطباء العشرة المعينين في لجنة تعليم الصحة العامة بالجمعية الطبية الأمريكية عام 1909 كما كانت الوحيدة من لوس أنجلوس.

## الحياة الشخصية والميراث
تزوجت بولارد من طبيب زميل لها -طبيب العيون وطبيب التخدير- فرانك ديربورن بولارد في عام 1888. وأنجبا ابنة تُدعى هيلين تالبوت بولارد وأصبحت طبيبة أيضاً. توفيت بولارد فجأة في عام 1915 عن عمر ناهز 51 عامًا بسبب مضاعفات بعد جراحة لعلاج التهاب الأسنان.
تمنح لجنة عمل الطبيبات التابعة للجمعية الطبية بلوس أنجلوس جائزة روز تالبوت بولارد السنوية للطبيبة التي تعتبر «بطلة ورائدة».

## روابط خارجية
- مقبرة روز تالبوت بولادر في مقابر أنجيلوس-روسديل في لوس أنجلوس.